# Josef Ceremuga
Josef Ceremuga (14. června 1930 Ostrava – 6. května 2005 Praha) byl český hudební skladatel a pedagog.

## Život
Během studia na gymnáziu v Ostravě začal studovat i hru na housle na Janáčkově hudební škole v Ostravě. Pokračoval studiem skladby na Hudební fakultě AMU v Praze. Jeho učiteli byli Jaroslav Řídký a Václav Dobiáš. Kromě toho absolvoval i kurz čtvrttónové hudby u Aloise Háby a aspiranturu na AMU
Od roku 1960 pracoval v kabinetě zvukové skladby Filmové fakulty Akademie múzických umění. Již v roce 1967 byl jmenován docentem a o dva roky později děkanem této fakulty. V jeho díle tak zaujímá filmová hudba významné místo. Na hudební fakultě AMU byl v roce 1982 jmenován profesorem skladby. Získal řadu domácích i zahraničních ocenění. V roce 1981 mu byl udělen čestný titul zasloužilý umělec.
Bohužel v posledním desetiletí svého života zcela oslepl, přestal komponovat a na veřejnosti nevystupoval.
Ve své tvorbě vycházel z moravské hudební tradice, z díla Leoše Janáčka a děl klasiků hudby 20. století (např. Sergeje Prokofjeva). Dosáhl úspěchu v celé Evropě nejen svou hudbou pro film, ale i orchestrálními a komorními skladbami.
Zemřel roku 2005 v Praze. Byl zpopelněn a pohřben na Vinohradském hřbitově.

## Dílo

### Scénická a velká vokální díla
- Juraj Čup, opera na vlastní libreto podle povídky Karla Čapka (1960)
- Český zpěv, kantáta na verše Františka Hrubína pro baryton, smíšený sbor a orchestr (1975)
- Princezna se zlatou hvězdou na čele, balet (1982)
- Zpěv o lidské naději, oratorium na verše Josefa Hory (1987)

### Orchestrální skladby
- I. symfonie (1952)
- I. koncert pro housle a orchestr (1955)
- Tři symfonické fresky (1959)
- Koncert pro klavír a orchestr (1962)
- Hommage aux étudiants, předehra (1964)
- II. symfonie (1967)
- Concerto da camera č. 1 pro dechový kvintet a smyčcový orchestr (1971)
- III. symfonie (1975)
- Slavnostní předehra (1977)
- Pražská symfonietta (1977)
- II. koncert pro housle a orchestr (1980)
- Tři slezské tance (1980)
- Koncert pro klavír, trubku a symfonický orchestr (1982)
- IV. symfonie - koncertantní (1986)
- V. symfonie (1988)
- VI. symfonie (1989),

### Komorní skladby
- Smyčcový kvartet č. 1 (1956)
- Klavírní trio (1960)
- Sonáta pro violoncello a klavír (1957)
- Sonáta pro violu a klavír (1961 )
- Čtyři obrázky pro klarinet a akordeon (1961)
- Smyčcový kvartet č. 2 (1964)
- Dechový kvintet č. 2 (1967)
- Smyčcový kvartet č. 3 (1973
- Světem mládí. Suita pro hoboj a klavír
- Kvintet pro flétnu, hoboj, housle, violu a violoncello
- Faunovy nálady pro flétnu, kytaru a marimbu (1980)
- Dialog pro violoncello a klavír (1982)
- Dechový kvintet č. 3 (1987)
- Barokní suita pro 4 kytary (1987)
- Smyčcový kvartet č. 4 (1988)

### Skladby pro sólové nástroje
- Pět krátkých skladeb pro klavír a Toccata (1961)
- De profundis clamavi pro varhany (1969
- Koncertní suita pro kytaru (1984)

### Vokální skladby
- Tři lyrické písně (1951)
- Čtyři elegické písně pro hlubší hlas a klavír na verše Fr. Hrubína (1965)
- Tři smíšené sbory na verše Stanislav Kostka Neumanna (1954)
- Láska k milému (cyklus písní na texty moravské lidové poezie – 1957, rev. 1975)
- Aztécké písně pro mezzosoprán, 2 flétny a harfu (1975)
- Chvalozpěvy (cyklus dětských sborů – 1984)

### Hudba k filmům
- Bunkr(1970)
- Návštěva (1961)
- Dialog (1967)
- Turista (1961)
- Konečná (1970)
- Kotrmelec (1962)
- Inventura (1963)
- Muž na útěku (1969)
- Náš táta Bezlíček (TV inscenace – 1973)
- Ďábelská jízda na koloběžce (1963)
- Iluze (1969)
- Guide (1968)
- Otevřené okno (1963)
- Alcron (1963)
- Umřel nám pan Foerster (1963)
- Změny a proměny (1967)
- Poslední sbohem (1961)
- Umění milovati de arte amatoria (1968)
- Třináct minut (1964)
- Předpověď: nula (1966)
- Dostal jsem nápad udělat kočku (1967)
- Čo ja o tom viem alebo záznam o sklamani (1968)
- Zpívali jsme Arizonu (1964)
- Zpěv který nezemřel (1962)